# 黔城镇
黔城镇，是中华人民共和国湖南省怀化市洪江市下辖的一个镇。亦是洪江市的市政府所在地。区域面积330.3平方千米。

## 行政区划
2015年，湖南省民政厅批准黔城镇、双溪镇、红岩乡、土溪乡和岩垅乡干溪坪村合并，建立新的黔城镇。目前，黔城镇共下辖玉皇阁社区、莲塘社区、古城社区、芙蓉社区、牛头湾社区、双溪社区6個居委会，小江、株山、三江、长坡、江南、板桥、桃源、铁坑、土溪、明亮、茶溪、泥溪、红岩、倒水湾、山门新村、干溪坪、严家团等23个村。

## 旅遊
以建於明朝的黔陽古城和芙蓉樓為代表的黔城古建築群是全國重點文物保護單位。其中，黔陽古城更是有“滇黔門戶”和“湘西第一古鎮”之美稱。